# Can Robert (Arenys de Mar)
Can Robert és un edifici del municipi d'Arenys de Mar protegit com a bé cultural d'interès local.

## Descripció
És un edifici de composició totalment simètrica: portal i finestres a la planta baixa amb un únic balcó que uneix les tres obertures del primer pis, i tres balcons individuals al segon pis. Presenta cornises i elements de protecció de les obertures. A les baranes de coronament té balustres i alguns relleus de terra cuita. Les reixes i les baranes són de ferro. Té un jardí a la part posterior, amb un mur de tancament i porta a la platja Cassà.
És una casa de cos i mig de llargada, situada en un antic carrer de cases entre mitgeres.

## Història
L'edifici està situat en un dels carrers més antics de la població. Fou objecte d'una reforma per fer una obertura lateral a la planta baixa per tal d'instal·lar-hi una botiga, i els rètols han malmès, en bona part, l'harmonia de la planta baixa.